# Cantone di Sucúa
Il cantone di Sucúa è un cantone dell'Ecuador che si trova nella provincia di Morona-Santiago.
Il capoluogo del cantone è Sucúa.